# Noen barn er brune
Noen barn er brune är en barnsång, skriven och komponerad av Jo Tenfjord (text) och Johan Øian (musik), Texten beskriver barns olika förhållanden världen över, men menar att olikheterna bara finns utanpå, som i hudfärg eller ländernas ekonomiska, politiska och sociala förhållanden. Den är löst baserad på Matteusevangeliet 5, 13-16 från Nya Testamentet.
Britt G. Hallqvist skrev senare en text på svenska och sången blev vanlig i förskolorna och skolorna i Sverige under 1970-, 1980- och 90-talen.

## Publikation
- Smått å Gott, 1977 (svenska)

## Inspelningar
En tidig inspelning på svenska gjordes av Trollungarna, och gavs ut på skiva i oktober 1967 på albumet Barnens önskevisor. En annan gjordes av Christina Gunnardo, och gavs ut på skiva 1986 på albumet För små och stora öron.